# Richard Hymns
Richard John Hymns est un monteur son britannique né le 18 juillet 1947.

## Biographie
Richard Hymns quitte l'école à 16 ans et entre par la petite porte chez Associated British Pictures Corporation aux Studios d'Elstree au nord de Londres. Il y devient rapidement apprenti monteur pour la série télévisée Le Saint,.
Il émigre aux États-Unis en 1978 et entre chez Skywalker Sound en 1983,.

## Filmographie (sélection)
- 1982 : L'Usure du temps (Shoot the Moon) d'Alan Parker
- 1983 : L'Étoffe des héros (The Right Stuff) de Philip Kaufman
- 1983 : Outsiders (The Outsiders) de Francis Ford Coppola
- 1984 : Birdy d'Alan Parker
- 1984 : Indiana Jones et le Temple maudit (Indiana Jones and the Temple of Doom) de Steven Spielberg
- 1986 : Mosquito Coast (The Mosquito Coast) de Peter Weir
- 1986 : Blue Velvet de David Lynch
- 1987 : Jardins de pierre (Gardens of Stone) de Francis Ford Coppola
- 1988 : Willow de Ron Howard
- 1988 : L'Insoutenable Légèreté de l'être (The Unbearable Lightness of Being) de Philip Kaufman
- 1989 : Always de Steven Spielberg
- 1989 : Indiana Jones et la Dernière Croisade (Indiana Jones and the Last Crusade) de Steven Spielberg
- 1990 : Sailor et Lula (Wild at Heart) de David Lynch
- 1991 : Terminator 2 : Le Jugement dernier (Terminator 2: Judgment Day) de James Cameron
- 1991 : Backdraft de Ron Howard
- 1992 : Et au milieu coule une rivière (A River Runs Through it) de Robert Redford
- 1993 : Jurassic Park de Steven Spielberg
- 1995 : Jumanji de Joe Johnston
- 1996 : Mars Attacks! de Tim Burton
- 1997 : The Game de David Fincher
- 1997 : Le Monde perdu : Jurassic Park (The Lost World: Jurassic Park) de Steven Spielberg
- 1998 : Il faut sauver le soldat Ryan (Saving Private Ryan) de Steven Spielberg
- 1998 : L'Homme qui murmurait à l'oreille des chevaux (The Horse Whisperer) de Robert Redford
- 1999 : Fight Club de David Fincher
- 2000 : La Légende de Bagger Vance (The Legend of Bagger Vance) de Robert Redford
- 2001 : A.I. Intelligence artificielle (Artificial Intelligence: A.I.) de Steven Spielberg
- 2002 : Minority Report de Steven Spielberg
- 2002 : Panic Room de David Fincher
- 2003 : Peter Pan de Paul John Hogan
- 2003 : Hulk d'Ang Lee
- 2004 : Catwoman de Pitof
- 2005 : Munich de Steven Spielberg
- 2005 : La Guerre des mondes (War of the Worlds) de Steven Spielberg
- 2007 : Lions et Agneaux (Lions for Lambs) de Robert Redford
- 2008 : Indiana Jones et le Royaume du crâne de cristal (Indiana Jones and the Kingdom of the Crystal Skull) de Steven Spielberg
- 2009 : Avatar de James Cameron
- 2009 : L'Âge de glace 3 : Le Temps des dinosaures (Ice Age 3: Dawn of the Dinosaurs) de Carlos Saldanha
- 2011 : Mission impossible : Protocole Fantôme (Mission: Impossible – Ghost Protocol) de Brad Bird
- 2011 : Cheval de guerre (War Horse) de Steven Spielberg
- 2012 : Lincoln de Steven Spielberg
- 2013 : All Is Lost de J. C. Chandor
- 2014 : A Most Violent Year de J. C. Chandor
- 2015 : Le Pont des espions (Bridge of Spies) de Steven Spielberg
- 2015 : Avengers : L'Ère d'Ultron (Avengers: Age of Ultron) de Joss Whedon

## Distinctions

### Récompenses
- Oscar du meilleur montage de son
  - en 1990 pour Indiana Jones et la Dernière Croisade
  - en 1994 pour Jurassic Park
  - en 1999 pour Il faut sauver le soldat Ryan
- British Academy Film Award du meilleur son
  - en 1999 pour Il faut sauver le soldat Ryan

### Nominations
- Oscar du meilleur montage de son
  - en 1989 pour Willow
  - en 1992 pour Backdraft
  - en 2000 pour Fight Club
  - en 2003 pour Minority Report
  - en 2012 pour Cheval de guerre
  - en 2014 pour All Is Lost
- British Academy Film Award du meilleur son
  - en 1990 pour Indiana Jones et la Dernière Croisade
  - en 1991 pour Sailor et Lula
  - en 1994 pour Jurassic Park
  - en 2012 pour Cheval de guerre
  - en 2014 pour All Is Lost